# Villa Castelli

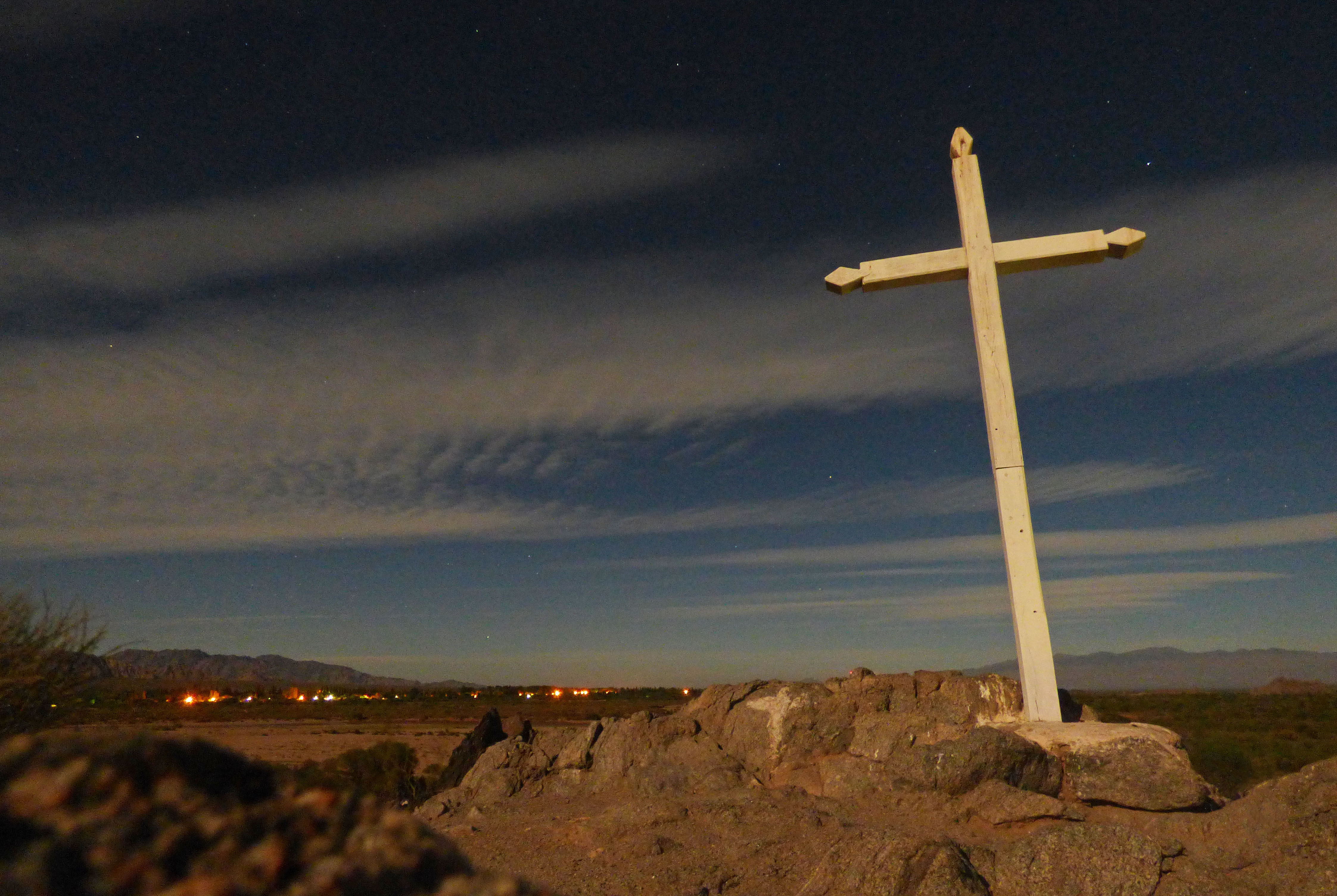
Cruz Nocturna, Ubicada en un pueblo abandonado

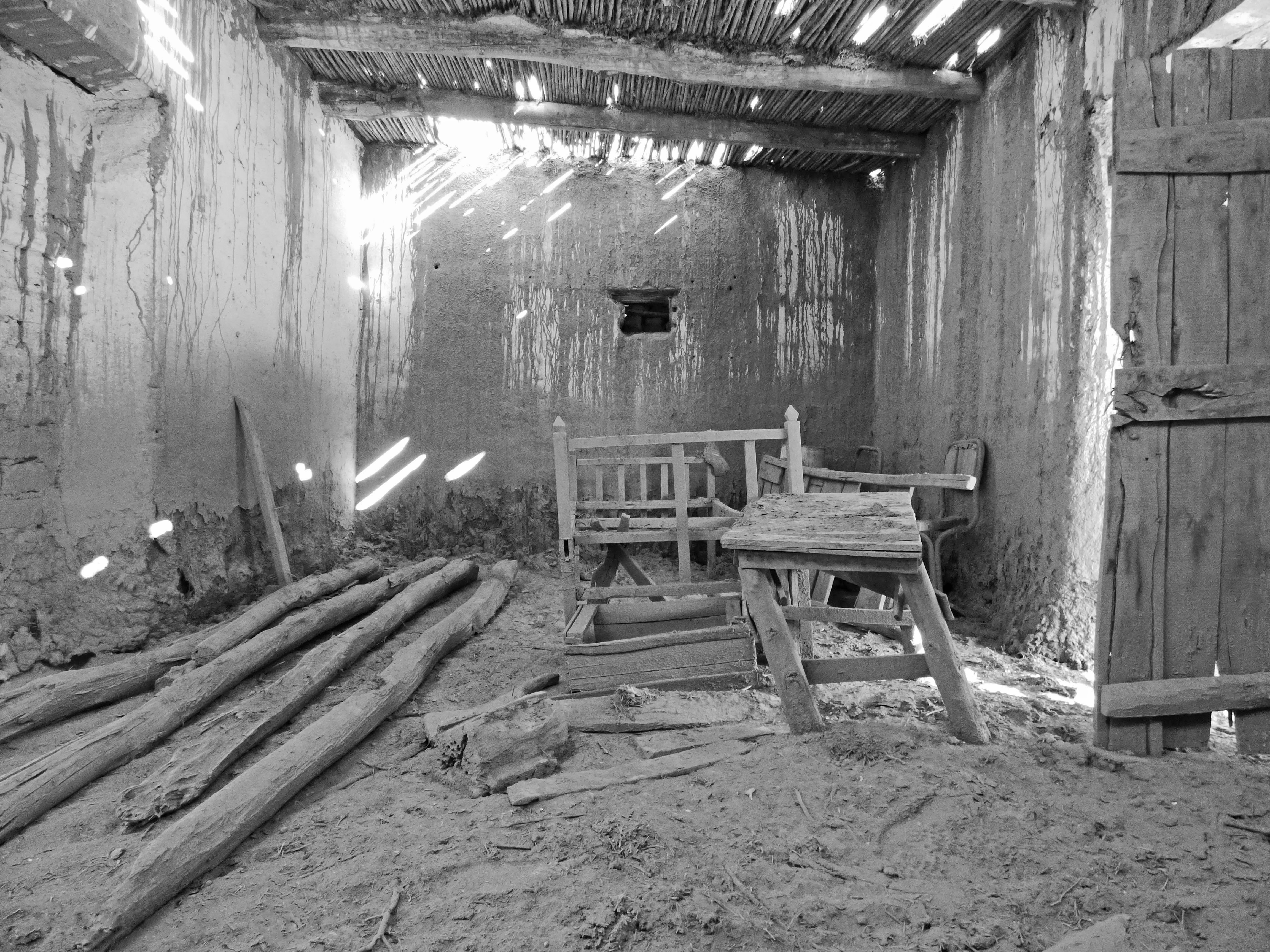
Casa abandonada, ubicada en donde habitaron las primeras personas de Villa Castelli

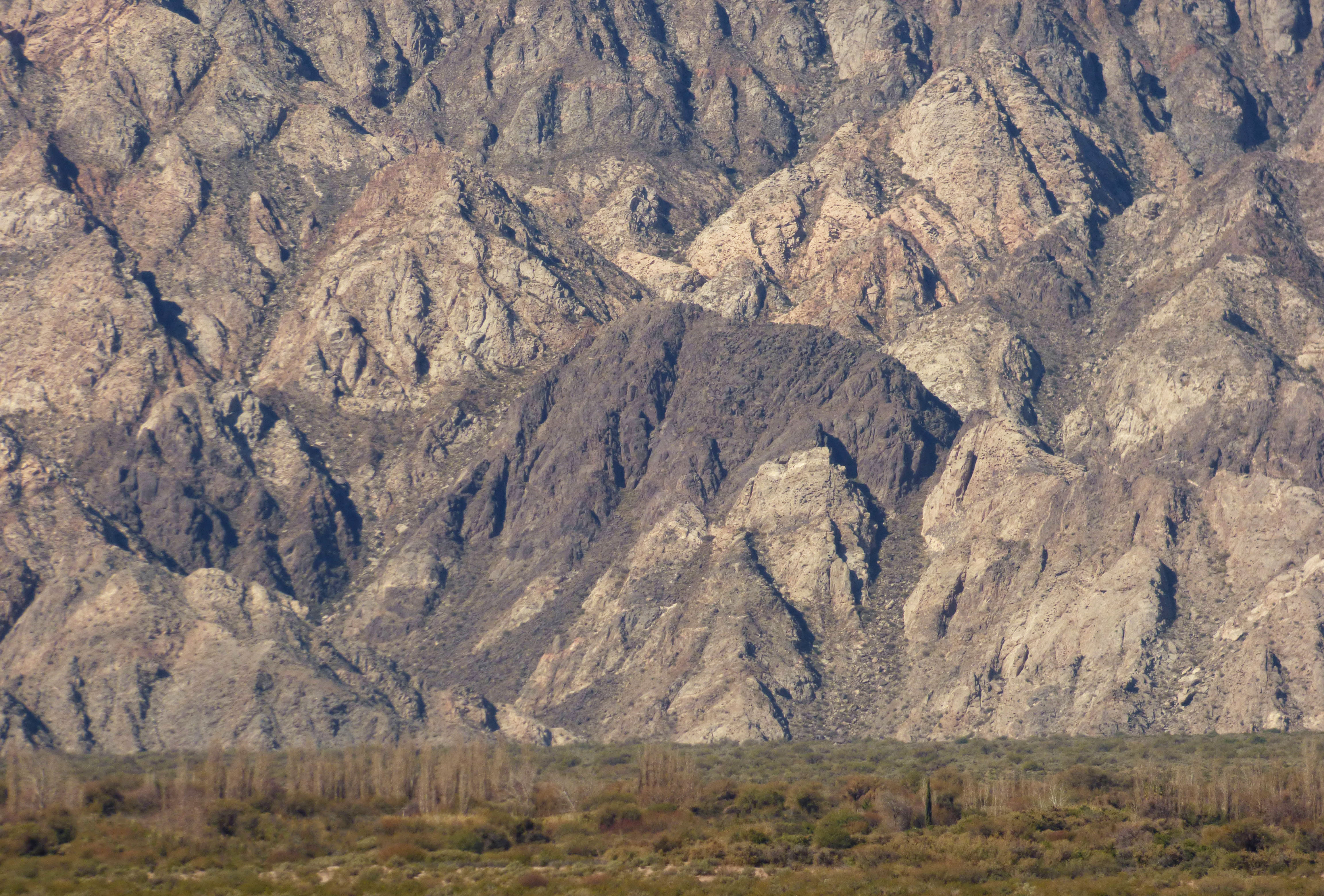
forma de toro enojado en el cerro

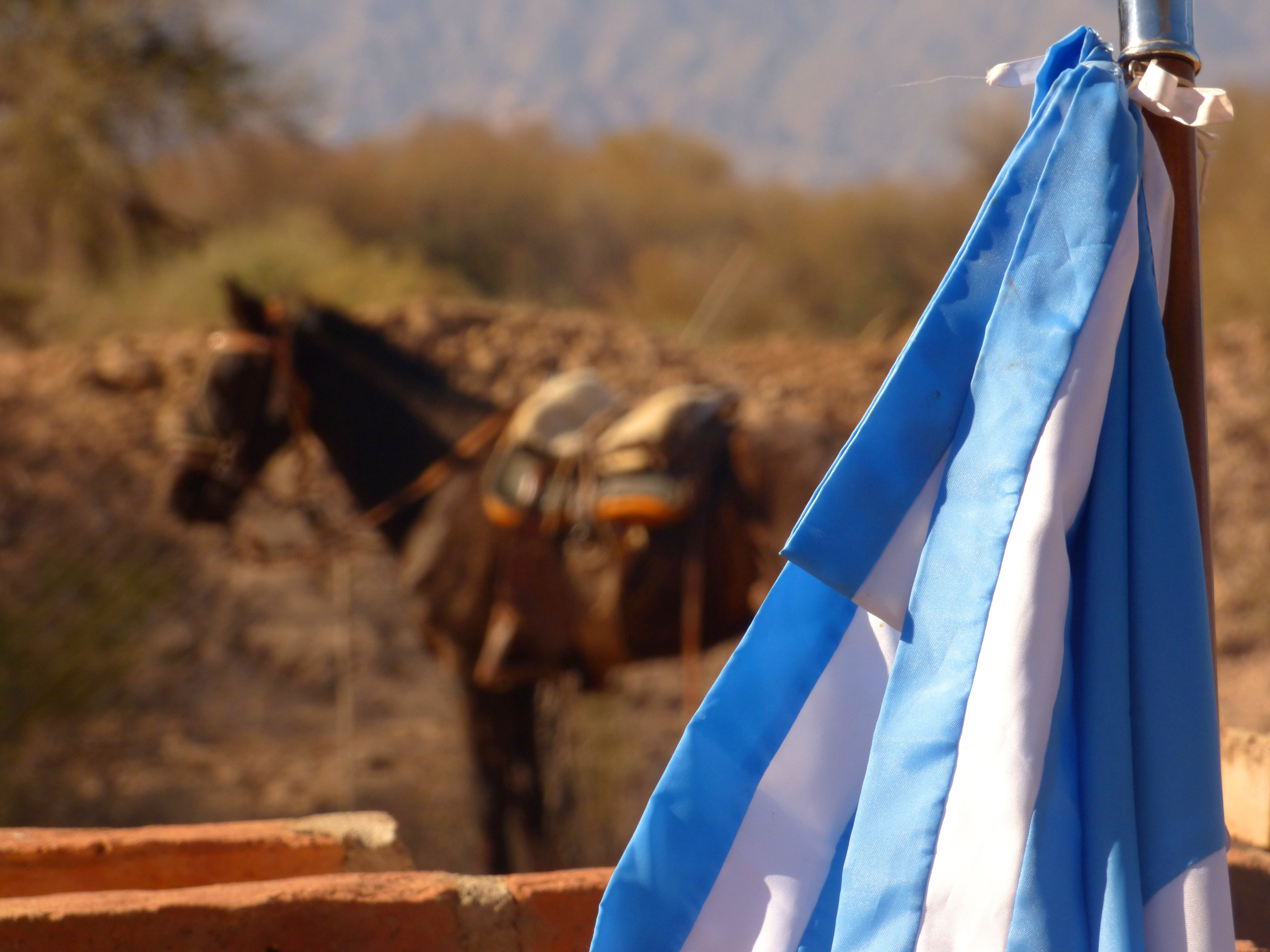
Bandera Argentina con un Caballo de fondo

Villa Castelli es la localidad cabecera del Departamento General Lamadrid de la provincia de La Rioja, Argentina.
Se encuentra en el km 154 de la Ruta Nacional 76, al pie del Cerro General Belgrano y el río Desaguadero (llamado río Vinchina por los lugareños), a 310 km de la capital de la provincia.

## Toponimia
Recibe el nombre de Juan José Castelli, político argentino que fuera miembro de la Primera Junta.

## Celebridades
- Aquí nació Antonio Erman González.

## Geografía

### Población
Cuenta con 1,697 habitantes (Indec, 2010), lo que representa un incremento del 2,8% frente a los 1,650 habitantes (Indec, 2001) del censo anterior.
| Gráfica de evolución demográfica de Villa Castelli entre 1960 y 2010 |
|                                                                      |
| Fuente: Censos nacionales del INDEC                                  |

### Sismicidad
La sismicidad de la región de La Rioja es frecuente y de intensidad baja, y un silencio sísmico de terremotos medios a graves cada 30 años en áreas aleatorias. Sus últimas expresiones se produjeron:
- 12 de abril de 1899 (126 años), a las 16.10 UTC-3 con 6,4 Richter; como en toda localidad sísmica, aún con un silencio sísmico corto, se olvida la historia de otros movimientos sísmicos regionales (terremoto de La Rioja de 1899)
- 24 de octubre de 1957 (67 años), a las 22.07 UTC-3 con 6,0 Richter (terremoto de Villa Castelli de 1957): además de la gravedad física del fenómeno se unió el olvido de la población a estos eventos recurrentes
- 28 de mayo de 2002 (22 años), a las 0.03 UTC-3, con 6,0 escala Richter (terremoto de La Rioja de 2002)[1]